# Novopokrovka, Kirovske
Novopokrovka (în ucraineană Новопокровка) este un sat în comuna Juravkî din raionul Kirovske, Republica Autonomă Crimeea, Ucraina.

## Demografie
Componența lingvistică a localității Novopokrovka
     Rusă (58,77%)
     Tătară crimeeană (25,29%)
     Ucraineană (14,77%)
     Alte limbi (0,32%)
Conform recensământului din 2001, majoritatea populației localității Novopokrovka era vorbitoare de rusă (58,77%), existând în minoritate și vorbitori de tătară crimeeană (25,29%) și ucraineană (14,77%).